# لوئی اوستن
لوئی اوستن (فرانسوی: Louis Hostin‎؛ ۲۱ آوریل ۱۹۰۸ – ۲۹ ژوئن ۱۹۹۸) وزنه‌بردار اهل فرانسه بود.
وی در مسابقات کشوری و بین‌المللی در مجموع برندهٔ ۲ مدال طلا، ۲ مدال نقره، ۱ مدال برنز شده‌است.